# Walter Roelcke
Walter Roelcke (Görlitz, 10 de dezembro de 1928 – Krailling, 24 de dezembro de 2005) foi um matemático alemão.

## Formação e carreira
Roelcke nasceu na parte de Görlitz atualmente pertencente à Polônia e depois da expulsão dos alemães após a Segunda Guerra Mundial em 1946 fez o Abitur em Heidelberg. Estudou matemática em Heidelberg, obtendo o diploma em 1952 e um doutorado em 1954, orientado por Hans Maaß, com a tese Über die Wellengleichung bei Grenzkreisgruppen erster Art. No pós-doutorado esteve em Glasgow com Robert Alexander Rankin e em 1955/1956 no Instituto de Estudos Avançados de Princeton com Atle Selberg. Em 1957 foi assistente de Hans Petersson na Universidade de Münster, onde obteve a habilitação em 1960e foi Privatdozent. Em 1964 esteve durante 1 ano na Universidade de Wisconsin-Madison. Em 1965 foi professor da Universidade de Munique, aposentando-se em 1994.
Dentre seus doutorandos constam Jürgen Elstrodt e Susanne Dierolf.

## Publicações selecionadas
- Über die Wellengleichung und Grenzkreisgruppen erster Art, Sitzungsberichte der Heidelberger Akademie der Wissenschaften, 1953/55, Springer Verlag 1956 (Tese de doutorado)
- Das Eigenwertproblem der automorphen Formen in der hyperbolischen Ebene, 2 Teile, Mathematische Annalen, Volume 167, 1966, p. 292–337
- On the fineste locally convex topology agreeing with a given topology on a sequence of absolutely convex sets, Mathematische Annalen, Volume 198, 1972, p. 57–80
- com Susanne Dierolf Uniform structures on topological groups and their quotients, McGraw Hill 1981